# Ilha Umboi
Umboi (também chamada Rooke ou Siassié) é uma ilha do Arquipélago de Bismarck, na Papua-Nova Guiné. Está separada da Nova Guiné pelo estreito de Vitiaz e da Nova Bretanha pelo estreito de Dampier. É um vulcão complexo do Holoceno sem registo de erupções históricas.